# 一宮市の地名
- 愛知県 > 一宮市 > 地名

本項一宮市の地名（いちのみやしのちめい）では、愛知県一宮市に存在する、または過去に存在した町名を一覧化するとともに、市制及び町村制施行以降の同市内の町名の変遷について記述する。

## 地名の変遷（旧一宮市）
括弧内は、数字は発足年・消滅年、地名は「大字」の項のみ旧自治体名、それ以外は旧町・大字名である。

### 市制から昭和前期までの町字の変遷
同市は1921年、中島郡一宮町に市制が敷かれることによって成立した。
市制当時の地名は以下の2大字のみだった。
- 一宮
- 一色（1933年廃止）

1933年、市内全域で町名設置が行われた。その際に成立した町を元の大字ごとに列挙する。
一宮
- 杉戸町（1973年廃止）
- 両郷町
- 九品町
- 公園通
- 宮西通
- 貴船町
- 大宮町（1973年廃止）
- 音羽通（1973年廃止）
- 天王町（1973年廃止）
- 中島通
- 西島町
- 東島町
- 牛野通
- 八幡通（1973年廃止）
- 栄町（1973年廃止）
- 松降通
- 朝日通（1974年廃止）
- 印田通
- 八町通
- 本町通
- 常願通
- 梅ヶ枝通（1979年廃止）
- 北園通
- 明治通
- 城崎通
- 白旗通
- 神山町（1970年廃止）
- 平和町（1970年廃止）
- 野口町（1970年廃止）
- 石山町
- 乾町
- 浜町
- 西小原町
- 日光町
- 北丹町
- 別明町
- 殿町
- 長専町（2007年廃止）
- 小栗町
- 小原町
- 枠杁町
- 観音町
- 川田町
- 北神明町
- 高畑町
- 竹橋町
- 田島町
- 長島町
- 仲畑町（1979年廃止）
- 向山町
- 柳戸町
- 松島町
- 松山町
- 藤塚町
- 襖田町（1992年廃止）
- 古金町
- 古見町
- 寺前町
- 寺島町
- 三丹町
- 水落町
- 水附町
- 南印田町（2007年廃止）
- 下沼町
- 下川田町
- 下田町（2007年廃止）
- 東印田町
- 東両郷町
- 東長専町（2007年廃止）
- 久古見通（1979年廃止）
- 西本町（1973年廃止）
- 細田町（1973年廃止）
- 千歳通（1973年廃止）
- 押場町（1973年廃止）
- 和田町（1973年廃止）
- 上本町通（1973年廃止）
- 神田町（1973年廃止）
- 大正通
- 禰宜町（1973年廃止）
- 長良町（1973年廃止）
- 琴平町（1973年廃止）
- 花祇通（1974年廃止）
- 西浜町（1973年廃止）
- 西之町（1973年廃止）
- 大乗町（1973年廃止）
- 米野町（1973年廃止）
- 東町（1973年廃止）
- 北之町（1973年廃止）
- 楽橋町（1973年廃止）
- 柳町（1973年廃止）
- 松井町（1973年廃止）
- 新柳通（1973年廃止）
- 新町（1973年廃止）
- 神明津町（1973年廃止）
- 東浜町（1973年廃止）
- 有合町（1973年廃止）
- 稲荷町（1970年廃止）
- 花川町（1973年廃止）
- 橋呑町（1970年廃止）
- 四ツ峰町（1970年廃止）
- 塚越町（1973年廃止）
- 中宮町（1973年廃止）
- 山西町（1970年廃止）
- 富古場町（1970年廃止）
- 河原町（1970年廃止）
- 伏木町（1973年廃止）
- 伝馬通（1973年廃止）
- 三越町（1970年廃止）
- 宮町（1973年廃止）
- 東八幡町（1973年廃止）
- 日比野通（1970年廃止）
- 石野町（1973年廃止）
- 花園町（1973年廃止）
- 人形町（1973年廃止）
- 四ツ谷町（1973年廃止）
- 宝町（1973年廃止）
- 下馬町（1973年廃止）
- 御朱印地町（1973年廃止）
- 葵町（1973年廃止）
- 桜木町（1973年廃止）
- 南石野町（1973年廃止）
- 常念町（1973年廃止）
- 須崎町（1973年廃止）
- 花岡町（1973年廃止）
- 広畑町（1973年廃止）
- 常光町（1974年廃止）
- 天道町（1973年廃止）
- 日吉町（1973年廃止）
- 千間町（1970年廃止）
- 井筋町（1970年廃止）
- 弁天町（1970年廃止）
- 茶原町（1974年廃止）
- 野黒町（1973年廃止）
- 北川町（1973年廃止）
- 平島町（1973年廃止）
- 南山町（1970年廃止）

一色
- 一色町
- 神戸町
- 東出町
- 北浦町
- 西出町
- 南出町
- 深坪町

また1940年には、市内に以下の2村が編入された。
葉栗村
- 高田（旧大田島村）
- 島村（旧大田島村）
- 杉山（旧大田島村）
- 大毛（旧大田島村）
- 笹野（旧光明寺村）
- 光明寺（旧光明寺村）
- 田所（旧光明寺村）
- 更屋敷（旧光明寺村）
- 佐千原（旧佐千原村）
- 富塚（旧佐千原村）

西成村
- 浅野（旧浅淵村）
- 南小淵（旧浅淵村）
- 北小淵（旧浅淵村）
- 小赤見（旧赤羽村）
- 柚木颪（旧赤羽村）
- 大赤見（旧赤羽村）
- 丹羽（旧赤羽村）
- 定水寺（旧穂波村）
- 春明（旧穂波村）
- 西大海道（旧穂波村）
- 時之島（旧時之島村）
- 瀬部（旧瀬部村。1972年一部が江南市に編入）
- 馬見塚（1907年編入、旧多加森村→丹陽村（1906年～））

### 昭和後期から現在までの町字の変遷
1955年、1月1日・4月1日・4月7日の3回にかけて周辺4町3村と開明を除く今伊勢町が市内に編入された。
1月1日編入
丹陽村
それぞれ合併前の大字に「丹陽町」を冠した。
- 丹陽町九日市場（旧九日市場村、1976年一部が稲沢市に編入）
- 丹陽町五日市場（旧二川村）
- 丹陽町伝法寺（旧二川村、2017年廃止）
- 丹陽町外崎（旧三重島村）
- 丹陽町平島（旧三重島村、1981年廃止）
- 丹陽町重吉（旧三重島村）
- 丹陽町三ツ井（旧三重島村、1975年一部が稲沢市に編入）
- 丹陽町吾鬘（旧多加森村、1981年廃止）
- 丹陽町森本（旧多加森村）
- 丹陽町多加木（旧多加森村）
- 丹陽町猿海道（旧多加森村、2005年廃止）

浅井町
それぞれ合併前の大字に「浅井町」を冠した。
- 浅井町東浅井
- 浅井町西浅井
- 浅井町江森
- 浅井町西海戸
- 浅井町大日比野
- 浅井町小日比野（1986年一部が江南市に編入）
- 浅井町河端
- 浅井町黒岩（旧瑞穂村）
- 浅井町大野（旧瑞穂村）
- 浅井町極楽寺（旧瑞穂村）
- 浅井町尾関（旧瑞穂村）
- 浅井町河田（旧瑞穂村）
- 浅井町前野（旧瑞穂村）

4月1日編入
北方村
それぞれ合併前の大字に「北方町」を冠した。
- 北方町北方
- 北方町中島
- 北方町曽根（1906年黒田町より編入）

大和町
それぞれ合併前の大字に「大和町」を冠した。
- 大和町苅安賀（旧苅安賀村）
- 大和町宮地花池（旧三輪村）
- 大和町戸塚（旧三輪村）
- 大和町妙興寺（旧妙興寺村、1977年一部が稲沢市に編入）
- 大和町氏永（旧妙興寺村）
- 大和町北高井（旧高井村）
- 大和町南高井（旧高井村）
- 大和町馬引（旧日光村）
- 大和町福森（旧日光村）
- 大和町毛受（旧日光村）
- 大和町於保（旧稲保村）

奥町
町制時は大字が設置されていなかった。
- 奥町

萩原町
それぞれ合併前の大字に「萩原町」を冠した。
- 萩原町朝宮
- 萩原町萩原
- 萩原町串作
- 萩原町滝
- 萩原町高松
- 萩原町戸苅
- 萩原町築込（1976年一部が稲沢市に編入）
- 萩原町西宮重（旧新明村）
- 萩原町高木（旧新明村）
- 萩原町林野（旧新明村）
- 萩原町河田方（旧新明村）
- 萩原町中島（旧中島村）
- 萩原町西御堂（旧中島村、1978年一部が稲沢市に編入）
- 萩原町東宮重（旧中島村）
- 萩原町花井方（旧日光村）
- 萩原町富田方（旧日光村）

今伊勢町（一部）
それぞれ合併前の大字に「今伊勢町」を冠した。
- 今伊勢町馬寄（旧馬寄村）
- 今伊勢町本神戸（旧神戸村）
- 今伊勢町新神戸（旧神戸村）
- 今伊勢町宮後（旧開明村→神戸村（1898年～））

4月7日編入
千秋村
それぞれ合併前の大字に「千秋町」を冠した。
- 千秋町加納馬場（旧幼村、1980年一部が江南市に編入）
- 千秋町芝原（旧幼村、1969年一部が岩倉町（現・岩倉市）に編入）
- 千秋町浅野羽根（旧豊富村）
- 千秋町塩尻（旧豊富村）
- 千秋町小山（旧豊富村）
- 千秋町町屋（旧豊富村、1969年一部が岩倉町（現・岩倉市）に編入）
- 千秋町天摩（旧青木村）
- 千秋町佐野（旧青木村）
- 千秋町穂積塚本（旧青木村）
- 千秋町勝栗（旧浮野村）
- 千秋町一色（旧浮野村）
- 千秋町浮野（旧浮野村）
- 千秋町加茂（旧浮野村）

#### 1970年代以降
その後市内では戦後の区画整理による住居表示により新しい町名が成立した。その町名を以下に記す。
- 平和1～3丁目（1970年、神山町・平和町・弁天町・富古場町・河原町・橋呑町・大和町宮地花池・大和町毛受）
- 野口1～2丁目（1970年、神山町・野口町・日比野通・大和町宮地花池）
- 神山1～3丁目（1970年、橋呑町・八幡通・神山町・弁天町・富古場町・河原町・大和町毛受・大和町宮地花池）
- 新生1～4丁目（1970年、山西町・四ツ峰町・三越町・南山町・久古見通・八幡通・神山町・平和町・日比野通・梅ヶ枝通・井筋町・一宮・大和町宮地花池）
- 末広1～3丁目（1970年、日比野通・井筋町・野口町・大和町毛受・大和町宮地花池・大和町苅安賀）
- 若竹1～4丁目（1970年、丹陽町吾鬘・丹陽町猿海道・丹陽町森本・丹陽町平島・浅野、はじめ1～3丁目、4丁目は1981年設置）
- せんい1～4丁目（1970年、丹陽町森本・丹陽町吾鬘・馬見塚・浅野）
- 苅安賀1～2丁目（1970年、大和町苅安賀）
- 昭和1～3丁目（1970年、大和町宮地花池・大和町苅安賀）
- 住吉1～2丁目（1970年、大和町宮地花池・大和町毛受）
- 文京1～2丁目（1973年、九品町・宮西通・大正通・松降通・一宮）
- 貴船1～2丁目（1973年、貴船町・大正通・松降通・枠杁町・一宮）
- 真清田1～2丁目（1973年、大宮町・楽橋町・東町・上本町通・本町通・宮西通・米野町・大正通・松井町・西之町・一宮）
- 八幡1～5丁目（1973年、八幡通・塚越町・天王町・稲荷町・久古見通・一宮・大和町毛受）
- 朝日1～3丁目（1973年、朝日通・茶原町・藤塚町・大赤見）
- 大志1～2丁目（1973年、石山町・公園通・城崎通・川田町・宝町・南石野町）
- 大浜1～2丁目（1973年、大正通・浜町・大乗町・東浜町・貴船町）
- 大宮1～5丁目（1973年、禰宜町・和田町・杉戸町・宮西通・大正通・西本町・音羽通・上本町通・神田町・一宮）
- 松降1～2丁目（1973年、米野町・西之町・大正通・松降通・松井町・上本町通・東町・新柳通・花祇通・一宮）
- 本町1～4丁目（1973年、柳町・桜木町・人形町・御朱印地町・葵町・上本町通・神田町・本町通・公園通・伝馬通・下馬町・四ツ谷町・琴平町・中宮町・宮町・新柳通・城崎通・一宮）
- 桜1～3丁目（1973年、神明津町・北之町・西浜町・新町・大乗町・日吉町・大正通・浜町・花祇通・東浜町・松降通・松井町・天道町・一宮）
- 天王1～4丁目（1973年、有合町・伏木町・千間町・天王町・稲荷町・塚越町・一宮）
- 栄1～4丁目（1973年、東八幡町・長良町・栄町・花川町・千歳通・宮町・上本町通・明治通・四ツ谷町・下馬町・伝馬通・中宮町・神田町・琴平町）
- 大江1～3丁目（1973年、常念町・花園町・須崎町・花祇通・石野町・城崎通・川田町・新柳通・伝馬通）
- 泉1～3丁目（1973年、花岡町・広畑町・花祇通・石野町・城崎通・川田町・須崎町・花園町・印田通）
- 音羽1～3丁目（1973年、野黒町・細田町・押場町・音羽通・大正通・上本町通・西本町・一宮）
- 和光1～2丁目（1973年、北川町・浜町・藤塚町・天道町・日吉町・朝日通・平島町）
- 羽衣1～2丁目（1973年、平島町・天道町・花祇通・日吉町・朝日通・一宮）
- 緑1～5丁目（1974年、常光町・花祇通・印田通・白旗通・朝日通・大赤見・浅野）
- 赤見1～4丁目（1974年、茶原町・大赤見）
- 富士1～4丁目（1974年、大赤見・朝日通・花祇通）
- 平安1～2丁目（1977年、浅野・丹陽町平島）
- 平島1～3丁目（1977年、丹陽町平島・丹陽町三ツ井・千秋町浅野羽根・浅野）
- 島崎1～2丁目（1977年、丹陽町平島・丹陽町吾鬘・浅野）
- 中町1～2丁目（1979年、久古見通・梅ヶ枝通・仲畑町・一宮・大和町宮地花池）
- 観音寺1～2丁目（1979年、大和町宮地花池・大和町苅安賀）
- 宮地1～2丁目（1979年、大和町宮地花池・大和町苅安賀・大和町妙興寺）
- 花池1～4丁目（1979年、大和町宮地花池・大和町妙興寺）
- 妙興寺1～2丁目（1979年、大和町妙興寺・大和町宮地花池）
- あずら1～3丁目（1981年、丹陽町吾鬘・丹陽町猿海道・丹陽町外崎・丹陽町平島・若竹1～3丁目）
- 森本1～5丁目（1992年[2]、丹陽町森本・丹陽町多加木・馬見塚）
- 向山南1～2丁目（1992年、丹陽町森本・襖田町・向山町・印田通）
- 三ツ井1～8丁目（1992年[2]、丹陽町三ツ井・丹陽町重吉・丹陽町九日市場・丹陽町伝法寺・千秋町浅野羽根、はじめ1丁目のみ、2～8丁目は1996年設置）
- 多加木1～5丁目（1998年[2]、丹陽町多加木・丹陽町猿海道・丹陽町吾鬘・大和町妙興寺）

#### 2005年以降
- 猿海道1～3丁目（2005年[3]、丹陽町猿海道・丹陽町吾鬘・丹陽町多加木など）
- 相生1～2丁目（2007年、長専町・水附町・東長専町・浅野[4]）
- 下田1～2丁目（2007年、下田町・長専町・森本1丁目[4]）
- 南印田1～2丁目（2007年、南印田町・水附町・長専町[4]）
- 伝法寺1～12丁目（2017年、丹陽町伝法寺・丹陽町三ツ井）

## 旧尾西市
尾西市は1955年1月1日、起町・朝日村が合併したことにより成立。その後同年4月1日今伊勢町開明を編入、2005年一宮市に編入され、同市の町字は一宮市に継承された。ここでは旧市域内の現行の町字を1955年合併前の町村別に列挙する。
旧起町
- 起
- 小信中島（旧小信中島村）
- 三条（旧三条村、起町合併時に村制時の3大字を統合）
- 北今（旧大徳村）
- 東五城（旧大徳村）
- 西五城（旧大徳村）
- 冨田（旧大徳村）
- 籠屋1～5丁目（1985年、住居表示により三条より成立）

旧朝日村
- 明地（旧明地村）
- 玉野（旧玉野村）
- 祐久（旧祐賀村）
- 東加賀野井（旧祐賀村）
- 上祖父江（旧上祖父江村）
- 西中野（旧上祖父江村）
- 西萩原（旧大徳村）
- 蓮池（旧大徳村）

旧今伊勢町
- 開明（旧開明村）

## 旧木曽川町
1889年町村制により成立した黒田村が、町制後の1906年曽根を北方村に編入し里小牧・玉ノ井の2村を編入したのちの1910年木曽川町に改称。その後2005年一宮市に編入され、同町の大字は「木曽川町」を冠して一宮市の大字に継承された。
- 木曽川町黒田
- 木曽川町黒田一ノ通り
- 木曽川町黒田二ノ通り
- 木曽川町黒田三ノ通り
- 木曽川町黒田四ノ通り
- 木曽川町黒田五ノ通り
- 木曽川町黒田六ノ通り
- 木曽川町黒田七ノ通り
- 木曽川町黒田八ノ通り
- 木曽川町黒田九ノ通り
- 木曽川町黒田十ノ通り
- 木曽川町黒田十一ノ通り
- 木曽川町黒田十二ノ通り
- 木曽川町門間
- 木曽川町内割田
- 木曽川町内割田一の通り
- 木曽川町内割田二の通り
- 木曽川町外割田
- 木曽川町三ツ法寺
- 木曽川町里小牧（旧里小牧村）
- 木曽川町玉ノ井（旧玉ノ井村）

## 参考資料
- 角川日本地名大辞典 23 愛知県
- 一宮市の土地区画整理事業施行地区一覧